# شاهزاده هیساهیتو آکی‌شینو
شاهزاده هیساهیتو آکی‌شینو (به ژاپنی: 悠仁親王) (متولد ۶ سپتامبر ۲۰۰۶) فرزند سوم و تنها پسر فومی‌هیتو، شاهزاده آکی‌شینو است. او بعد از پدرش، دومین جایگزین امپراتور فعلی ژاپن ناروهیتو به شمار می‌رود.